# Cikedokan (Cikarang Barat)
Cikedokan is een bestuurslaag in het regentschap Bekasi van de provincie West-Java, Indonesië. Cikedokan telt 6949 inwoners (volkstelling 2010).